# 中州韻
中州韵，又称韵白、中州音、湖广音，是指在明清以南京、中原、江淮、湖广、四川地區爲中心跨地通行語。其字音與文言誦讀共用一套發音規範。元末《中原音韵》等韵書側面反映了彼時士人所認識的通行語音。明初，中州音以《洪武正韵》爲官方規範，是明代主流通行語。清代官方韻書《音韻闡微》亦遵循中州音既有體系。

## 历史

### 元代
相較宋代，白話在元代文學中使用大為增加。元代北曲流行，其詞彙以白話爲主，字音則載於民間韵書《中原音韵》中，作為唱白，於當地各階層人皆明白易懂，並造就大量近代早期白話文文獻，流傳至今。如《中原音韵》所錄，當時北曲入聲唱如舒聲。然而《中原音韵》是否描繪某特定方言音系，該方言口語中入聲是否舒化，尚存爭議。

### 明代
朱元璋推翻元朝統治之后，頒行《洪武正韵》作爲官方韵書。《洪武正韵》既體現了明初文人對文言誦讀所用字音的認識，亦確立了官話白話口語的語音規範。明代各地戲曲亦始廣泛使用韻白讀書音。北曲由於歷史原因，依舊以《中原音韵》爲韻轍，甚至以之爲發音參考，形成「南尊《洪武》，北尊《中原》」之格局，以此「韻白」所指亦常兼含二者。二者最大區別在於南派韵白存有入声而北派以《中原音韵》方式歸諸平上去。明代各地人口多次向西南大移民，形成了以韻白爲基準的方言湖廣話。明代主要白話文小說《水浒傳》、《西游記》均以韵白爲主要文體形式。昆曲中，韵白属于上韵，在戲劇中通常爲讀書人及上層社会人物角色所用發音。明代官話一詞所指亦是以韵白爲基準的口音。

### 清代
明清時，韵白雖具官方地位，京白口語作爲局部通行俗語亦有一定影響力。清末，京白通行度大爲上升。但是由于戲劇的發展，清代韵白影響仍不微。京剧中，韵白是上韵，常爲讀書人及上層社会人物角色，但丑角等代表底層人物的角色亦可使用京白。1932年民國正式以京白为国语，韻白之官方地位以此而廢。

### 近代
民国受西方國族建構思潮影響，強調民族共同語之規範。1913年，國語統一籌備委員會通過民主討論決定了一套發音標準，稱爲國音，後又稱爲老國音，其音系實際出自明清以來之韻白體系，尖團之分、舒聲入聲之分皆存，單字審音亦以讀書音爲準，例如「内」讀作合口呼（IPA: /nwei/），「車」「些」同韻等。1920至1930年閒，受反傳統思潮及自身推行國音中挫折之影響，國語統一籌備委員會核心執行者單方面廢棄1913民主決定，轉而推行京白（北京話），終于1932年廢棄老國音。韻白官方地位至此而止。

## 戲棚官話
多種中國戲劇稱其舞台語言承襲自「中原音韻」。例如，粵劇至今仍有古腔「中州音」唸白，潮汕地区亦有使用中州韻的正字戏，与潮剧及白字戏不同。